# Finnischer Fußballpokal 2004
Der Finnische Fußballpokal 2004 (finnisch Suomen Cup 2004) war die 50. Austragung des finnischen Pokalwettbewerbs. Er wurde vom finnischen Fußballverband ausgetragen. Das Finale fand am 30. Oktober 2004 im Finnair Stadion von Helsinki statt.
Pokalsieger wurde Myllykosken Pallo -47. Das Team setzte sich im Finale gegen den FC Hämeenlinna durch und qualifizierte sich damit für den UEFA-Pokal. Titelverteidiger HJK Helsinki war in der 7. Runde gegen den späteren Sieger ausgeschieden.
Alle Begegnungen wurden in einem Spiel ausgetragen. Bei unentschiedenem Ausgang wurde das Spiel um zweimal 15 Minuten verlängert. Stand danach kein Sieger fest, folgte ein Elfmeterschießen.

## Teilnehmende Teams
Die Teilnahme war freiwillig. Insgesamt 386 Mannschaften hatten für den Pokalwettbewerb gemeldet. Dabei waren auch Juniorenmannschaften (U-20), Seniorenmannschaften (JKKI – Jalkapallon Kannossa Kaiken Ikää = Fußball für alle Altersgruppen) und zweite Mannschaften. Die Mannschaften der ersten drei Ligen stiegen in der 4. Runde ein. Die beiden Finalisten des Ligacups starteten in der 5. Runde.
| Runde         | Zugänge | Sieger der letzten Runde | Spiele / Sieger |
| ------------- | ------- | ------------------------ | --------------- |
| 1. Runde      | 1480    | –                        | 74              |
| 2. Runde      | 1740    | 74                       | 1240            |
| 3. Runde      | –       | 1240                     | 62              |
| 4. Runde      | 62      | 62                       | 62              |
| 5. Runde      | 02      | 62                       | 32              |
| 6. Runde      | –       | 32                       | 16              |
| 7. Runde      | –       | 16                       | 08              |
| Viertelfinale | –       | 08                       | 04              |
| Halbfinale    | –       | 04                       | 02              |
| Finale        | –       | 02                       | 01              |
| Gesamt        | 3860    |                          | 3850            |

## 1. Runde
|                               | Ergebnis  |                               |
| ----------------------------- | --------- | ----------------------------- |
| IF Gnistan-2                  | 5:1       | Puotinkylän Valtti            |
| Pohjois-Haagan Urheilijat-2   | 0:7       | Pohjois-Haagan Urheilijat     |
| Geishan Pallo-2               | 0:2       | FC Kokkolan Vuohet            |
| Rumba Ragulins Helsinki       | 0:7       | FC Kiffen 08 Helsinki/JKKI-35 |
| Helsingin Kukkaislapset       | 2:5 n. V. | Helsingin Ponnistus           |
| Roihuvuoren Ruisku            | 2:3       | Pallo-Pojat Junioren          |
| Pajamäen Pallo-Veikot-2       | 6:2       | FC Orson Helsinki             |
| Hardcore HiRtto               | 2:1       | HDS Helsinki/JKKI-35          |
| Marmiksen Kuula               | 8:0       | Helsingin Punalippu           |
| Savannan Pallo                | 2:1       | PK-35 Helsinki U-20/1         |
| FC Arabian Sheikit Helsinki   | 1:6       | Suurmetsän Urheilijat         |
| Spartak Helsinki              | 5:0       | Dynamo Helsinki               |
| FC Pakila                     | 2:0       | Pohjois-Haagan Urheilijat-3   |
| HDS Helsinki                  | 1:5       | Malmin Palloseura             |
| FC Boca Seniors               | 01:14     | HJK Helsinki U-20             |
| Lehväslaihon Pojat            | 0:1       | Olarin Tarmo-77               |
| FC Pathoven                   | 3:0       | SexyPöxyt U-20                |
| Koivukylän Palloseura         | 0:3       | SexyPöxyt                     |
| FC Honka Espoo-2              | 0:6       | FC Futura                     |
| Espoo Hawks                   | 0:9       | Etelän-Espoon Pallo U-20      |
| FC Kasiysi Espoo              | 0:9       | Järvenpään PS                 |
| Rekolan Pallo -93             | 0:6       | FC Kelohonka                  |
| Hausjärven Nappulat-2         | 01:10     | Lahden City Stars             |
| FC Insiders Legenda United    | 00:3 1    | Pitkäjärven Miesten PS        |
| FC Lohja/JKKI-35              | 2:3 n. V. | Masalan Kisan                 |
| Jokelan Kisa                  | 02:15     | AC Vantaa                     |
| Team Grani Kauniainen         | 2:3       | Vantaan Jalkapalloseura U-20  |
| Orimattilan Pedot/JKKI-35     | 01:10     | Heinolan Palloilijat-47       |
| Riihimäen Ilves               | 3:1       | Nouseva Laaka                 |
| FC Bosna Turku                | 0:9       | Inter Turku U-20              |
| Sporting Club Raisio          | 3:0       | FC Turku -82                  |
| Nations United Turku          | 3:2       | Uudenkaupungin Pallokerho     |
| Turun Weikot                  | 0:3       | Littoisten Työväen Urheilijat |
| Turun Ponteva                 | 3:2       | Jyrkkälän Tykit               |
| FC Eurajoki                   | 1:4       | FC Rauma-2                    |
| Pallo-Iirot Rauma U-20        | 8:2       | Toejoen Veikot                |
| FC Jazz Pori U-20             | 5:0       | Vanhankylän Alku U-20         |
| Kangasalan Voitto-2           | 0:7       | Ylöjärven Ryhti               |
| JK Mylly Tampere              | 1:2       | AC Eerolan Pallo              |
| Tampereen Pallo-Veikot        | 1:3       | Tervakosken Pato              |
| Linnavuoren Lukko             | 0:8       | Ilves FS Tampere              |
| Lammin Veto                   | 3:1       | FC Vapsi Sastamala            |
| Hämeenlinnan Härmä            | 4:3 n. V. | Dynamo United Tampere         |
| Oriveden Daltonit             | 00:11     | Eerolan Hurjat                |
| Haka Valkeakoski U-20         | 4:3 n. V. | Valkeakosken Koskenpojat      |
| FC Norsulauma                 | 5:0       | Jukola Jaguars                |
| Koovee Jalkapallo             | 6:0       | Tammer Futis/JKKI-35          |
| Vasa IFK/JKKI-35              | 01:12     | Sporting Kristina             |
| Kortesjärven Järvi-Veikot     | 02:10     | Norrvalla FF                  |
| Soinin Tiikerit               | 00:3 2    | Ilmajoen Kisailijat           |
| Hyllykallion Myrsky           | 00:10     | FC Kiisto Vaasa-2             |
| Ylöjärven Pallo-2             | 3:1       | Munsala United                |
| Lohtajan Veikot               | 1:4       | BK Öja-73                     |
| Kokkolan Konkarit/JKKI-60     | 00:3 3    | Esse IK                       |
| Oulun Jalkapalloklubi         | 0:4       | FC-88 Kemi                    |
| Oulun Jalkapalloklubi-2       | 3:0       | Oulun Tarmo                   |
| FC Tarmo                      | 6:1       | Rovaniemen Kanuunat           |
| Tervarit Oulu/JKKI-35         | 00:3 4    | Rovaniemi United              |
| FC Oulu                       | 0:7       | FC Nets Oulu                  |
| FC Saarijärvi                 | 0:1       | Jämsänkosken Ilves            |
| Palokan Riento                | 2:0       | Keuruun Pallo                 |
| Äänekosken Huima-2            | 0:3       | JJK Jyväskylä U-20            |
| AFC Keltik Joensuu            | 2:8       | Juuan Palloseura              |
| Real Siilinjärvi              | 1:6       | Suonenjoen Pallo -52          |
| Tornion PS                    | 4:2       | Joensuun Palloseura           |
| Pallo-Kerho 37-2              | 1:7       | SC Zulimanit                  |
| FC Peltirumpu                 | 00:10     | Haminan Pallo-Kissat          |
| Kulennoisten Pallo            | 0:6       | Ristiinan Pallo               |
| Koskenmäen Pallo -90          | 7:3       | JK Bulls Imatra               |
| Karhulan Peli-Karhut          | 0:2       | Valkealan Kajo                |
| Virolahden Sampo              | 2:0       | Liljendal Idrottsklub         |
| FC Pantterit-2                | 4:0       | Ruokolahden PS                |
| Mikkelin Palloilijat/JKKI-35  | 3:0       | Sudet Kouvola                 |
| Myllykosken Pallo -47/JKKI-35 | 6:0       | Haminan Pallo-Kissat/JKKI-35  |

## 2. Runde
|                               | Ergebnis              |                                |
| ----------------------------- | --------------------- | ------------------------------ |
| Trikiinit Helsinki            | 6:0                   | Real Inferno CF                |
| Sporting Club Veijarit -86    | 00:13                 | Roihuvuoren Urheilijat         |
| FC Kiffen 08 Helsinki-2       | 1:6                   | HJK Helsinki U-20              |
| Töölön Vesa                   | 3:4 n. V.             | FC Kiffen 08 Helsinki/JKKI-35  |
| JJ Velttopotku                | 3:3 n. V. (4:3 i. E.) | Pohjois-Haagan Urheilijat U-20 |
| Pajamäen Pallo-Veikot         | 5:1                   | FC Juhlahevoset                |
| IF Gnistan-2                  | 4:0                   | SUMU/Lyon                      |
| Helsingin Erotuomarikerho     | 0:3                   | FC Ellas Helsinki              |
| Lapuan Palloseura-2           | 1:9                   | Pajamäen Pallo-Veikot          |
| Savannan Pallo                | 0:3                   | FC Ogeli                       |
| Helsingin Ponnistus           | 8:1                   | Puistolan Urheilijat-3         |
| Toukolan Teräs Avauspotku     | 1:3                   | Helsingin Palloseura           |
| Malmin Palloseura             | 9:1                   | PK-35 Helsinki U-20/2          |
| SS Stanley                    | 2:4                   | Marmiksen Kuula                |
| Spartak Helsinki              | 3:1                   | Pallo Hukassa -99              |
| HDS Helsinki-2                | 13:00                 | FC Riski                       |
| Malminkartanon PETO           | 0:3                   | Puistolan Urheilijat           |
| Hardcore HiRtto               | 1:8                   | Pallo-Pojat Junioren           |
| FC Pakila                     | 1:3                   | HDS Helsinki-3                 |
| Pohjois-Haagan Urheilijat     | 2:1                   | Suurmetsän Urheilijat          |
| Zenith Myllypuro              | 2:1                   | FC Kokkolan Vuohet             |
| Järvenpään PS                 | 3:3 n. V. (3:1 i. E.) | Grankulla IFK                  |
| Veikkolan Veikot              | 0:7                   | Keravan Pallo-75               |
| FC Pathoven                   | 5:2                   | IF Sibbo-Vargarna              |
| Otaniemen Jyllääjät           | 0:5                   | Hangö IK                       |
| Haukilahden Pallo-2           | 4:2                   | Punainen Mylly                 |
| FC Västnyland                 | 0:2                   | Riihimäen Ilves                |
| FC Honka Espoo U-20           | 12:00                 | Riipilän Raketissa U-20        |
| Nateva Nurmijärvi             | 2:0                   | Olarin Tarmo-77-2              |
| FC Kelohonka                  | 2:2 n. V. (3:4 i. E.) | AC Vantaa                      |
| Etelän-Espoon Pallo           | 2:5                   | FC Kuusysi U-20                |
| Olarin Tarmo-77               | 0:7                   | PK-50 Vantaa                   |
| Haukilahden Pallo-3           | 1:8                   | FC Reipas U-20                 |
| AC JazzPa                     | 0:3                   | FCK Salamat                    |
| PK-50 Vantaa/JKKI             | 2:9                   | Etelän-Espoon Pallo U-20       |
| Heinolan Palloilijat-47       | 0:3                   | Vantaan Jalkapalloseura U-20   |
| Leppävaaran Pallo             | 4:1                   | FC Futura                      |
| FC Lohja                      | 00:11                 | Lahden City Stars              |
| Masalan Kisan                 | 6:2                   | FC Rankki -85/JKKI             |
| FC Bärcelona                  | 0:8                   | SexyPöxyt                      |
| Nummelan Palloseura           | 5:1                   | Lohjan Pallo                   |
| Riipilän Raketissa            | 1:2 n. V.             | Pitkäjärven Miesten PS         |
| Mänttän Valo/JKKI             | 5:4                   | Orimattilan Pedot              |
| Inter Turku U-20              | 2:0                   | Turun Toverit                  |
| Salon Vilpas                  | 2:0                   | FC Boda Dragsfjard             |
| Ruskon Pallo -67              | 0:2                   | Littoisten Työväen Urheilijat  |
| Sporting Club Raisio          | 6:0                   | Turku PS U-20                  |
| Piikkiön Palloseura           | 4:3                   | Turun Pallokerho               |
| Yläneen Kiri                  | 1:4                   | Academic FC Campus             |
| Mynämäen Pallo -53            | 5:2                   | FC Tampere City                |
| Nations United Turku          | 1:6                   | Turun Ponteva                  |
| Uudenkaupungin Pallokerho-2   | 2:1                   | Porin Palloilijat              |
| FC Jazz Pori U-20             | 2:0                   | Nakkilan Nasta                 |
| Reposaaren Kunto              | 1:3                   | Kajaanin Palloilijat           |
| Pallo-Iirot Rauma             | 13:10                 | Merikarvian Into               |
| FC Rauma-2                    | 0:2                   | Ruosniemen Visa                |
| FC Blackjack Pori             | 02:15                 | Rauman Kisa-Toverit            |
| FC Hämeenlinna-2              | 8:1                   | Lammin Veto                    |
| Kangasalan Voitto             | 8:0                   | PP-70 Tampere-2                |
| Eerolan Hurjat                | 2:5                   | Sääksjärven Loiske             |
| Pispalan Ponnistus -79        | 0:4                   | Tervakosken Pato               |
| Pirkkalan Viri                | 2:1 n. V.             | Koskenmäen Pallo -90           |
| Valkeakosken Koskenpojat/JKKI | 0:6                   | Ilves Tampere U-20             |
| AC Eerolan Pallo              | 0:8                   | Nokian Pyry JK                 |
| Mänttän Valo                  | 00:16                 | Ilves FS Tampere               |
| Ylöjärven Ryhti               | 03:10                 | Toijalan Pallo -49             |
| FC Norsulauma                 | 7:1                   | FC Iidesranta Internazionale   |
| Urjalan Palloseura            | 1:4                   | Koovee Jalkapallo              |
| Hämeenlinnan Härmä            | 0:6                   | PS-44 Valkeakoski              |
| FC Kivitasku                  | 7:2                   | Tapiolan Pojat                 |
| Haka Valkeakoski U-20         | 5:0                   | Tampereen Kisa-Toverit         |
| Sorvankylän Pallo             | 2:3                   | Viialan Peli-Veikot            |
| Norrvalla FF-2                | 1:4                   | Sporting Kristina              |
| Malax IF                      | 0:2                   | Alavuden Peli-Veikot           |
| Norravalla FF                 | 5:3                   | Karhu Kauhajoki                |
| Vaasan Pallo-Veikot           | 3:2 n. V.             | Vähänkyron Viesti              |
| Ilmajoen Kisailijat           | 3:1                   | TP-Seinäjoki U-20              |
| Jurva-70 Jalkapallo           | 2:3                   | FC Järviseutu                  |
| Kurikan Ryhti                 | 4:1                   | Seinäjoen Sisu                 |
| Teuvan Pallo                  | 2:1 n. V.             | Solf IK                        |
| FC Kiisto Vaasa               | 2:3 n. V.             | FC Kuffen                      |
| Kannuksen Ura-2               | 0:7                   | Kokkolan Palloveikot U-20      |
| FF Jaro-2                     | 4:2                   | Oulaisten Huima                |
| Esse IK                       | 03:0 1                | Kokkolan Konkarit/JKKI-50      |
| Kokkolan Konkarit/JKKI-55     | 00:3 2                | Jakobstads Into                |
| Ylöjärven Pallo-2             | 2:3                   | BK Öja-73                      |
| Pasmajärven Palloilijat       | 1:7                   | FC Raahe                       |
| FC Tarmo                      | 3:2                   | Tervarit Oulu U-20             |
| Pakolaisten Palloseura        | 1:2                   | FC Nets Oulu                   |
| Rovaniemi United              | 3:2 n. V.             | FC Dreeverit                   |
| JS Hercules Oulu              | 0:1                   | Rovaniemi PS U-20              |
| Kulman Pallo                  | 0:8                   | Oulun Jalkapalloklubi-2        |
| FC-88 Kemi                    | 4:0                   | Pertunmaan Ponnistajat         |
| Pattijoen Tempaus             | 1:3                   | FC Kurenpojat                  |
| Tornion Tarmo                 | 1:5                   | Oulun Luistinseura U-20        |
| Palokan Riento                | 2:0                   | Kangasniemen Palloilijat       |
| Souls AC Jyväskylä            | 2:4                   | Jämsänkosken Ilves             |
| FC Vaajakoski-2               | 2:3                   | Kampuksen Dynamo               |
| JJK Jyväskylä U-20            | 3:0                   | Blue Eyes Jyväskylä            |
| Viitasaaren JK                | 2:1                   | FC Vaajakoski                  |
| Lihamylly Joensuu             | 0:6                   | Kuopion PS-2                   |
| Kalliosuon Sisu               | 0:9                   | Savon Pallo                    |
| Karttulan Tennisseura         | 00:16                 | Siilinjärven Palloseura        |
| Rautalammin Urheilijat        | 1:3                   | SC Riverball                   |
| SC Riverball/JKKI             | 2:3                   | Juankosken Pyrkivä             |
| Siilinjärven Palloseura-2     | 1:0                   | JIPPO Joensuu U-20             |
| Manhattan Project Kuopio      | 2:4 n. V.             | Iisalmen Pallo-Veikot          |
| Tohmajärven Palloseura-90     | 4:2                   | Juuan Palloseura               |
| SC Zulimanit                  | 3:0                   | SC Kuopio Futis-98             |
| Rautavaaran Raiku             | 0:9                   | Suonenjoen Pallo -52           |
| Myllykosken Pallo -47/JKKI-35 | 0:3                   | Kotkan Työväen Palloilijat     |
| Keikyän Yritys                | 1:5                   | Valkealan Kajo                 |
| Montolan Nuorisoseura         | 1:3 n. V.             | Imatran Pallo-Salamat          |
| Purha Inkeroinen              | 5:0                   | Hiirolan Haka                  |
| Loviisan Riento               | 0:1                   | Korson Palloilijat             |
| Haminan Pallo-Kissat          | 1:2                   | FC KooTeePee U-20              |
| Virolahden Sampo              | 0:6                   | PEPO Lappeenranta              |
| Mikkelin Palloilijat/JKKI-35  | 2:0                   | Voikkaan Potkupallo Kerho      |
| Korian Ponsi                  | 0:1                   | FC Villisiat Elimäki           |
| Porin Palloilijat             | 0:5                   | Savonlinnan Työväen Palloseura |
| Ristiinan Pallo               | 1:3                   | Popiniemen Ponnistus           |
| FC Pantterit                  | 7:0                   | Pertunmaan Ponnistajat         |
| Kotkan Työväen Palloilijat-2  | 0:4                   | Wilmanstrand IFK               |
| Kotkan Jäntevä                | 0:8                   | Myllykosken Pallo -47          |

## 3. Runde
|                              | Ergebnis              |                                |
| ---------------------------- | --------------------- | ------------------------------ |
| FC Ellas Helsinki            | 1:3                   | Malmin Palloseura              |
| Pallo-Pojat Junioren         | 2:3                   | JJ Velttopotku                 |
| Trikiinit Helsinki           | 3:7                   | FC Kiffen 08 Helsinki          |
| Helsingin Palloseura         | 2:5                   | Pohjois-Haagan Urheilijat      |
| Pajamäen Pallo-Veikot-2      | 2:3 n. V.             | Pajamäen Pallo-Veikot          |
| Zenith Myllypuro             | 0:2                   | Puistolan Urheilijat           |
| HDS Helsinki-3               | 00:10                 | HJK Helsinki U-20              |
| IF Gnistan-2                 | 0:4                   | Roihuvuoren Urheilijat         |
| Helsingin Ponnistus          | 3:2                   | Spartak Helsinki               |
| HDS Helsinki-2               | 0:3                   | FC Ogeli                       |
| Marmiksen Kuula              | 7:0                   | Masalan Kisan                  |
| Järvenpään PS                | 1:2                   | Lahden City Stars              |
| FC Kuusysi                   | 03:0 1                | Hangö IK                       |
| Etelän-Espoon Pallo U-20     | 2:3                   | SexyPöxyt                      |
| Mänttän Valo                 | 2:2 n. V. (4:5 i. E.) | PK-50 Vantaa                   |
| Nateva Nurmijärvi            | 2:4 n. V.             | Riihimäen Ilves                |
| FCK Salamat                  | 2:4 n. V.             | Keravan Pallo-75               |
| Haukilahden Pallo-2          | 1:3                   | Vantaan Jalkapalloseura U-20   |
| AC Vantaa                    | 3:2 n. V.             | Nummelan Palloseura            |
| FC Pathoven                  | 0:2                   | Leppävaaran Pallo              |
| FC Honka Espoo U-20          | 0:4                   | Pitkäjärven Miesten PS         |
| FC Hämeenlinna-2             | 1:4                   | FC Reipas                      |
| FC Norsulauma                | 1:3                   | Nokian Pyry JK                 |
| Kangasalan Voitto            | 3:2                   | Sääksjärven Loiske             |
| PS-44 Valkeakoski            | 3:0                   | Tervakosken Pato               |
| Ilves Tampere                | 0:2                   | Ilves FS Tampere               |
| FC Kivitasku                 | 2:3                   | Viialan Peli-Veikot            |
| Toijalan Pallo -49           | 3:1                   | Haka Valkeakoski U-20          |
| Koovee Jalkapallo            | 4:3                   | Pirkkalan Viri                 |
| Academic FC Campus           | 1:7                   | FC Jazz Pori U-20              |
| Inter Turku U-20             | 0:1                   | Littoisten Työväen Urheilijat  |
| Mynämäen Pallo -53           | 1:3                   | Salon Vilpas                   |
| Rauman Kisa-Toverit          | 2:1                   | Kajaanin Palloilijat           |
| Turun Ponteva                | 2:0                   | Uudenkaupungin Pallokerho      |
| Sporting Club Raisio         | 1:0 n. V.             | Pallo-Iirot Rauma U-20         |
| Piikkiön Palloseura          | 4:0                   | Ruosniemen Visa                |
| Sporting Kristina            | 2:0                   | Alavuden Peli-Veikot           |
| FC Järviseutu                | 0:1 n. V.             | FC Kuffen                      |
| Teuvan Pallo                 | 0:3                   | Vaasan Pallo-Veikot            |
| Kurikan Ryhti                | 2:9                   | Norravalla FF                  |
| Viitasaaren JK               | 1:1 n. V. (3:5 i. E.) | Viitasaaren JK                 |
| Kampuksen Dynamo             | 1:3                   | Palokan Riento                 |
| Jämsänkosken Ilves           | 0:2                   | JJK Jyväskylä                  |
| Jakobstads Into              | 4:1                   | Esse IK                        |
| BK Öja-73                    | 2:1                   | FF Jaro-2                      |
| FC Nets Oulu                 | 0:5                   | Kokkolan Palloveikot U-20      |
| Oulun Jalkapalloklubi-2      | 1:2                   | Rovaniemi PS U-20              |
| Rovaniemi United             | 3:1                   | FC-88 Kemi                     |
| Oulun Luistinseura           | 4:3 n. V.             | FC Tarmo                       |
| FC Raahe                     | 0:2                   | FC Kurenpojat                  |
| Juankosken Pyrkivä           | 1:1 n. V. (1:2 i. E.) | Iisalmen Pallo-Veikot          |
| Suonenjoen Pallo -52         | 1:4                   | Kuopion PS-2                   |
| SC Riverball                 | 1:4                   | Tohmajärven Palloseura-90      |
| Siilinjärven Palloseura-2    | 0:6                   | SC Zulimanit                   |
| Savon Pallo                  | 7:1                   | Siilinjärven Palloseura        |
| Mikkelin Palloilijat/JKKI-35 | 0:2                   | Imatran Pallo-Salamat          |
| FC Pantterit-2               | 0:8                   | Myllykosken Pallo -47 U-20     |
| Korson Palloilijat           | 0:4                   | Kotkan Työväen Palloilijat     |
| Purha Inkeroinen             | 1:0 n. V.             | Savonlinnan Työväen Palloseura |
| FC Villisiat Elimäki U-20    | 0:9                   | FC KooTeePee U-20              |
| Popiniemen Ponnistus         | 2:6                   | PEPO Lappeenranta              |
| Wilmanstrand IFK             | 0:3                   | Valkealan Kajo                 |

## 4. Runde
In dieser Runde stiegen die Mannschaften der ersten (11 Teams), zweiten (9) und dritten Liga (42) ein.
|                               | Ergebnis              |                               |
| ----------------------------- | --------------------- | ----------------------------- |
| FC Ogeli                      | 0:1                   | Lahden City Stars             |
| Riihimäen Ilves               | 0:5                   | HJK Helsinki                  |
| Puistolan Urheilijat          | 1:0                   | Hyvinkään Palloseura          |
| Leppävaaran Pallo             | 0:3                   | AC Vantaa                     |
| FC Kuusysi U-20               | 0:1                   | Atlantis FC                   |
| Pajamäen Pallo-Veikot         | 1:7                   | FC Viikingit                  |
| PK-50 Vantaa                  | 4:6                   | Malmin Palloseura             |
| Roihuvuoren Urheilijat        | 00:13                 | Klubi 04                      |
| Helsingin Ponnistus           | 4:4 n. V. (3:0 i. E.) | HJK Helsinki U-20             |
| Keravan Pallo-75              | 0:2                   | FC Kiffen 08 Helsinki         |
| FC Reipas U-20                | 5:2                   | IF Gnistan                    |
| FC Kiffen 08 Helsinki/JKKI-35 | 1:4                   | Marmiksen Kuula               |
| JJ Velttopotku                | 0:0 n. V. (5:4 i. E.) | Pohjois-Haagan Urheilijat     |
| Vantaan Jalkapalloseura       | 0:4                   | Käpylän Pallo                 |
| SexyPöxyt                     | 1:4                   | FCK Salamat                   |
| Pitkäjärven Miesten PS        | 1:3                   | Tikkurilan PS                 |
| PK-35 Helsinki                | 2:0                   | FC Espoo                      |
| FC Kontu                      | 1:2                   | FC Honka Espoo                |
| Turun Ponteva                 | 2:0                   | Ilves FS Tampere              |
| Piikkiön Palloseura           | 2:4                   | Kaarinan Pojat                |
| Toijalan Pallo -49            | 2:0                   | FC Jazz Pori U-20             |
| Nokian Pyry JK                | 0:1                   | Pallo-Iirot Rauma             |
| Tampereen Kisa-Toverit        | 3:0                   | Salon Palloilijat             |
| FC Rauma                      | 1:3                   | Haka Valkeakoski              |
| Tampereen Pallo-Veikot        | 1:2                   | Inter Turku                   |
| Sporting Club Raisio          | 0:3                   | FC Jazz Pori                  |
| Salon Vilpas                  | 0:5                   | FC Hämeenlinna                |
| Forssan JK                    | 1:1 n. V. (3:5 i. E.) | PP-70 Tampere                 |
| Kangasalan Voitto             | 0:5                   | Tampere United                |
| Viialan Peli-Veikot           | 0:1 n. V.             | Euran Pallo                   |
| PS-44 Valkeakoski             | 4:0                   | Littoisten Työväen Urheilijat |
| Rauman Kisa-Toverit           | 0:5                   | Musan Salama                  |
| Koovee Jalkapallo             | 0:9                   | Turku PS                      |
| Palokan Riento                | 1:0 n. V.             | Jakobstads BK                 |
| Ilmajoen Kisailijat           | 0:4                   | Vaasan PS                     |
| BK Öja-73                     | 0:4                   | Äänekosken Huima              |
| Vaasan Pallo-Veikot           | 0:1                   | FF Jaro                       |
| Terjärv Ungdoms SK            | 1:3                   | TP-Seinäjoki                  |
| JJK Jyväskylä                 | 2:0                   | Gamlakarleby BK               |
| Sporting Kristina             | 1:5                   | Vasa IFK                      |
| Jakobstads Into               | 1:4                   | Norravalla FF                 |
| JJK Jyväskylä U-20            | 0:5                   | FC Korsholm                   |
| Kokkolan Palloveikot U-20     | 3:5                   | Ylöjärven Pallo               |
| Kokkolan Palloveikot          | 0:0 n. V. (1:3 i. E.) | Lapuan Virkiä                 |
| FC Kuffen                     | 0:3                   | Jyväskylä United              |
| PS Kemi Kings                 | 1:4                   | Rovaniemi PS                  |
| Rovaniemi United              | 1:4                   | FC Rio Grande                 |
| Oulun Luistinseura            | 0:4                   | Tornion Pallo -47             |
| FC Kurenpojat                 | 0:3                   | Rovaniemi PS U-20             |
| Oulun Luistinseura U-20       | 0:1                   | Kajaanin Haka                 |
| Mikkelin Kissat               | 0:6                   | Myllykosken Pallo -47         |
| Kuopion PS-2                  | 0:3                   | Kings SC Kuopio               |
| SC Zulimanit                  | 4:1                   | Myllykosken Pallo -47 U-20    |
| FC Pantterit                  | 0:1                   | Kuopion PS                    |
| FC KooTeePee U-20             | 1:7                   | FC KooTeePee                  |
| Savon Pallo                   | 2:0                   | Pallo-Kerho 37                |
| Iisalmen Pallo-Veikot         | 1:5                   | FC Kuusankoski                |
| Kotkan Työväen Palloilijat    | 7:1                   | Purha Inkeroinen              |
| Tohmajärven Palloseura-90     | 00:10                 | Valkealan Kajo                |
| Imatran Pallo-Salamat         | 0:2                   | JIPPO Joensuu                 |
| PEPO Lappeenranta             | 0:3                   | Mikkelin Palloilijat          |
| Warkaus JK                    | 5:0                   | Lehmon Pallo-77               |

## 5. Runde
In dieser Runde stiegen die beiden Ligacup-Finalisten FC Lahti und AC Allianssi ein.
|                            | Ergebnis  |                        |
| -------------------------- | --------- | ---------------------- |
| PS-44 Valkeakoski          | 0:2       | Musan Salama           |
| FC Reipas                  | 1:2 n. V. | Kaarinan Pojat         |
| Käpylän Pallo              | 2:0       | Pallo-Iirot Rauma      |
| Atlantis FC                | 1:2       | HJK Helsinki           |
| PK-35 Helsinki             | 0:2       | Klubi 04               |
| Palokan Riento             | 00:11     | Myllykosken Pallo -47  |
| Euran Pallo                | 0:3       | FC Viikingit           |
| Valkealan Kajo             | 0:4       | FC Lahti               |
| Mikkelin Palloilijat       | 3:2       | Inter Turku            |
| PP-70 Tampere              | 1:0       | FC Jazz Pori           |
| Turku PS                   | 1:0 n. V. | Tampere United         |
| Puistolan Urheilijat       | 3:2       | Toijalan Pallo -49     |
| FCK Salamat                | 0:4       | FC Hämeenlinna         |
| Turun Ponteva              | 1:4       | AC Allianssi           |
| Lahden City Stars          | 2:1       | FC Honka Espoo         |
| JJ Velttopotku             | 1:4       | Haka Valkeakoski       |
| AC Vantaa                  | 3:2       | Malmin Palloseura      |
| JJK Jyväskylä              | 03:0 1    | FC Rio Grande          |
| SC Zulimanit               | 2:1       | Norravalla FF          |
| FC Korsholm                | 0:2       | Vaasan PS              |
| Ylöjärven Pallo            | 1:3       | JIPPO Joensuu          |
| TP-Seinäjoki               | 2:1       | Kings SC Kuopio        |
| Warkaus JK                 | 1:2       | Tornion Pallo -47      |
| Äänekosken Huima           | 3:0       | Kuopion PS             |
| Vasa IFK                   | 5:0       | Kajaanin Haka          |
| Jyväskylä United           | 2:3       | Rovaniemi PS           |
| Rovaniemi PS U-20          | 1:4       | FF Jaro                |
| Savon Pallo                | 2:4 n. V. | Lapuan Virkiä          |
| FC Kiffen 08 Helsinki      | 1:2       | FC KooTeePee           |
| Kotkan Työväen Palloilijat | 3:0       | Tikkurilan PS          |
| Marmiksen Kuula            | 2:1 n. V. | Tampereen Kisa-Toverit |
| Helsingin Ponnistus        | 0:4       | FC Kuusankoski         |

## 6. Runde
|                            | Ergebnis |                       |
| -------------------------- | -------- | --------------------- |
| Lapuan Virkiä              | 0:3      | PP-70 Tampere         |
| FC Viikingit               | 0:4      | Haka Valkeakoski      |
| AC Vantaa                  | 0:4      | FC Hämeenlinna        |
| Lahden City Stars          | 1:2      | Vaasan PS             |
| Musan Salama               | 0:4      | FC Lahti              |
| Klubi 04                   | 5:1      | Kaarinan Pojat        |
| Äänekosken Huima           | 1:0      | Turku PS              |
| SC Zulimanit               | 3:6      | Käpylän Pallo         |
| Kotkan Työväen Palloilijat | 2:4      | FC Kuusankoski        |
| JIPPO Joensuu              | 0:7      | Mikkelin Palloilijat  |
| Vasa IFK                   | 2:7      | AC Allianssi          |
| Marmiksen Kuula            | 1:3      | TP-Seinäjoki          |
| JJK Jyväskylä              | 1:5      | HJK Helsinki          |
| FC KooTeePee               | 1:0      | FF Jaro               |
| Tornion Pallo -47          | 0:3      | Rovaniemi PS          |
| Puistolan Urheilijat       | 1:3      | Myllykosken Pallo -47 |

## 7. Runde
|                       | Ergebnis              |                      |
| --------------------- | --------------------- | -------------------- |
| Klubi 04              | 1:0                   | FC Kuusankoski       |
| Rovaniemi PS          | 2:0                   | FC KooTeePee         |
| TP-Seinäjoki          | 0:7                   | AC Allianssi         |
| FC Lahti              | 3:3 n. V. (4:3 i. E.) | Mikkelin Palloilijat |
| Vaasan PS             | 2:3 n. V.             | PP-70 Tampere        |
| Myllykosken Pallo -47 | 3:2                   | HJK Helsinki         |
| Käpylän Pallo         | 0:2                   | Haka Valkeakoski     |
| Äänekosken Huima      | 0:3                   | FC Hämeenlinna       |

## Viertelfinale
|                  | Ergebnis              |                       |
| ---------------- | --------------------- | --------------------- |
| Haka Valkeakoski | 2:1                   | FC Lahti              |
| FC Hämeenlinna   | 1:1 n. V. (6:5 i. E.) | Rovaniemi PS          |
| PP-70 Tampere    | 1:3                   | Klubi 04              |
| AC Allianssi     | 1:2                   | Myllykosken Pallo -47 |

## Halbfinale
|                  | Ergebnis |                       |
| ---------------- | -------- | --------------------- |
| Haka Valkeakoski | 3:6      | Myllykosken Pallo -47 |
| Klubi 04         | 1:2      | FC Hämeenlinna        |

## Finale
| Paarung               | FC Hämeenlinna – Myllykosken Pallo -47 |
| Ergebnis              | 1:2 (0:1) |
| Datum                 | 30. Oktober 2004 um 17:00 Uhr (16:00 Uhr MESZ) |
| Stadion               | Finnair Stadion, Helsinki |
| Zuschauer             | 2.650 |
| Schiedsrichter        | Vesa Saarinen |
| Tore                  | 0:1 Saku Puhakainen (23.) 1:1 Mark Byrnes (51.) 1:2 Tuomas Aho (90.+2') |
| FC Hämeenlinna        | Tuomas Peltonen – Jukka Sauso, Ossi Martikainen, Peke Huuhtanen (70. Marcello Bello), Kristian Kunnas – Juska Savolainen, Jere Pirhonen, Tomi Uusitorppa , Mikko Sundberg – Mark Byrnes, Roni Porokara Cheftrainer: Toni Korkeakunnas            |
| Myllykosken Pallo -47 | Janne Korhonen – Tero Karhu, Sampsa Timoska, Tuomo Könönen – Tuomas Kuparinen (63. Kimmo Tauriainen), Saku Puhakainen, Tuomas Haapala, Tero Taipale – Toni Huttunen, Niklas Tarvajärvi (81. Eetu Muinonen), Tuomas Aho Cheftrainer: Ilkka Mäkelä |